# Einstossflammenwerfer 46
El Einstossflammenwerfer 46 era un llançaflames lleuger d'un sol ús dissenyada durant la segona meitat de la Segona Guerra Mundial i introduïda el 1944. Tenia un disseny per no gaire costós i fàcil de produir en massa. Aquesta arma podia disparar una ràfega d'un segon que llançava 1,7 litres de combustible, a una distància efectiva de 27 metres (una distància màxima de 40 metres).
Va ser entregada i utilitzada per les forces de la Volkssturm i del moviment Werwolf, al igual que també per els Fallschirmjäger (els paracaigudistes de l'Alemanya Nazi).